# Rouet (moulin)
Pour les articles homonymes, voir rouet.

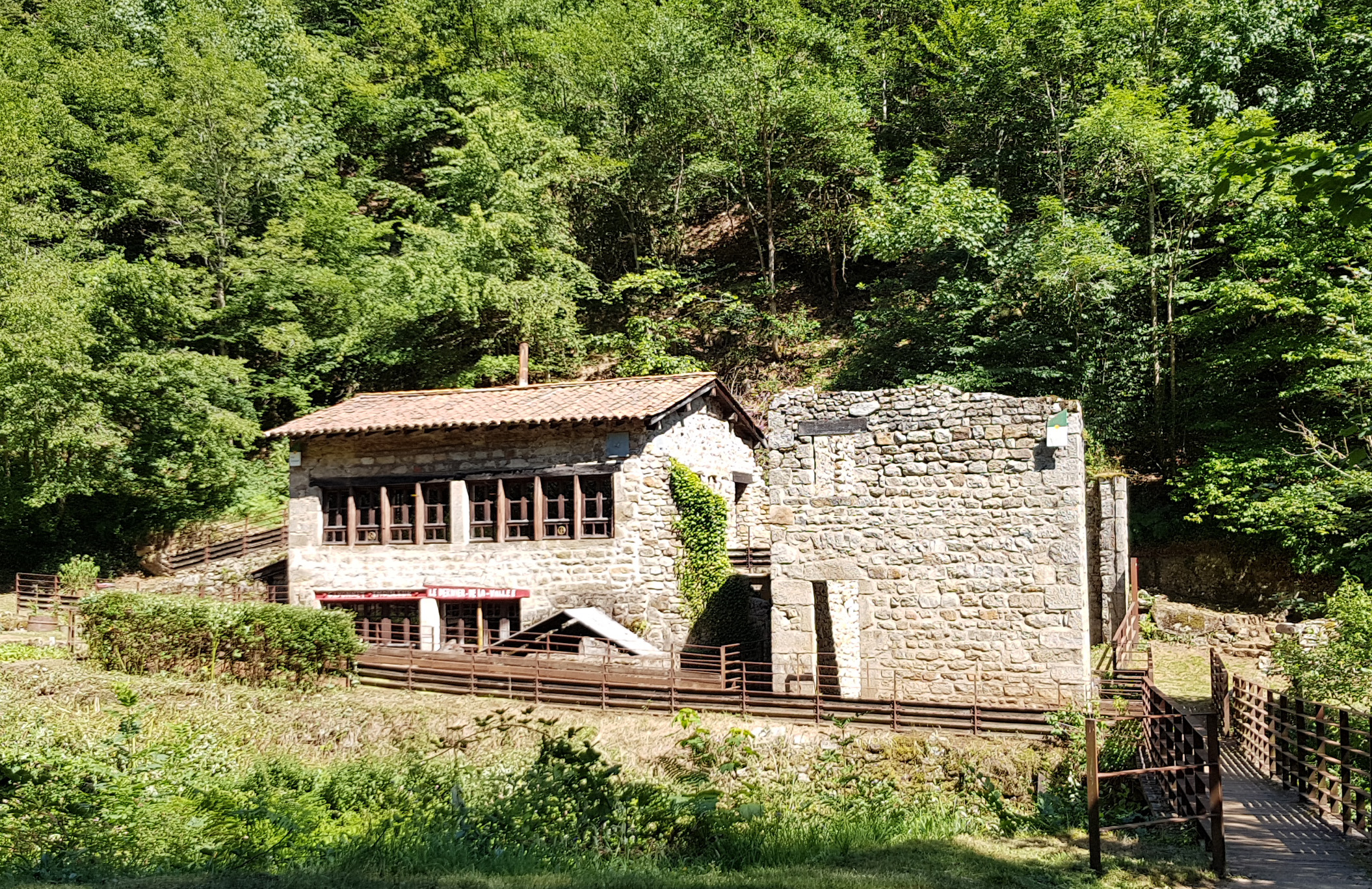
Le rouet de « Chez Lyonnet », dernier rouet en activité de la Vallée des Rouets et visitable de juin à septembre.

Un rouet (du patois thiernois rodet, nommé ainsi en raison de la rode, roue) est un moulin à eau dans lequel l'émouleur émoud (ou émout) la lame du couteau pour lui donner son tranchant à l'aide d'une meule de grès actionnée à l'aide de courroies reliées à une roue à aubes en contact avec un bief relié à un cours d'eau alimenté par un petit barrage.
On peut trouver de nombreux rouets, dont la plupart sont aujourd'hui tombés en ruine sur la commune de Thiers, dans le Puy-de-Dôme, le long de la rivière Durolle, dans sa partie la plus torrentueuse, d'où son nom de vallée des Rouets.

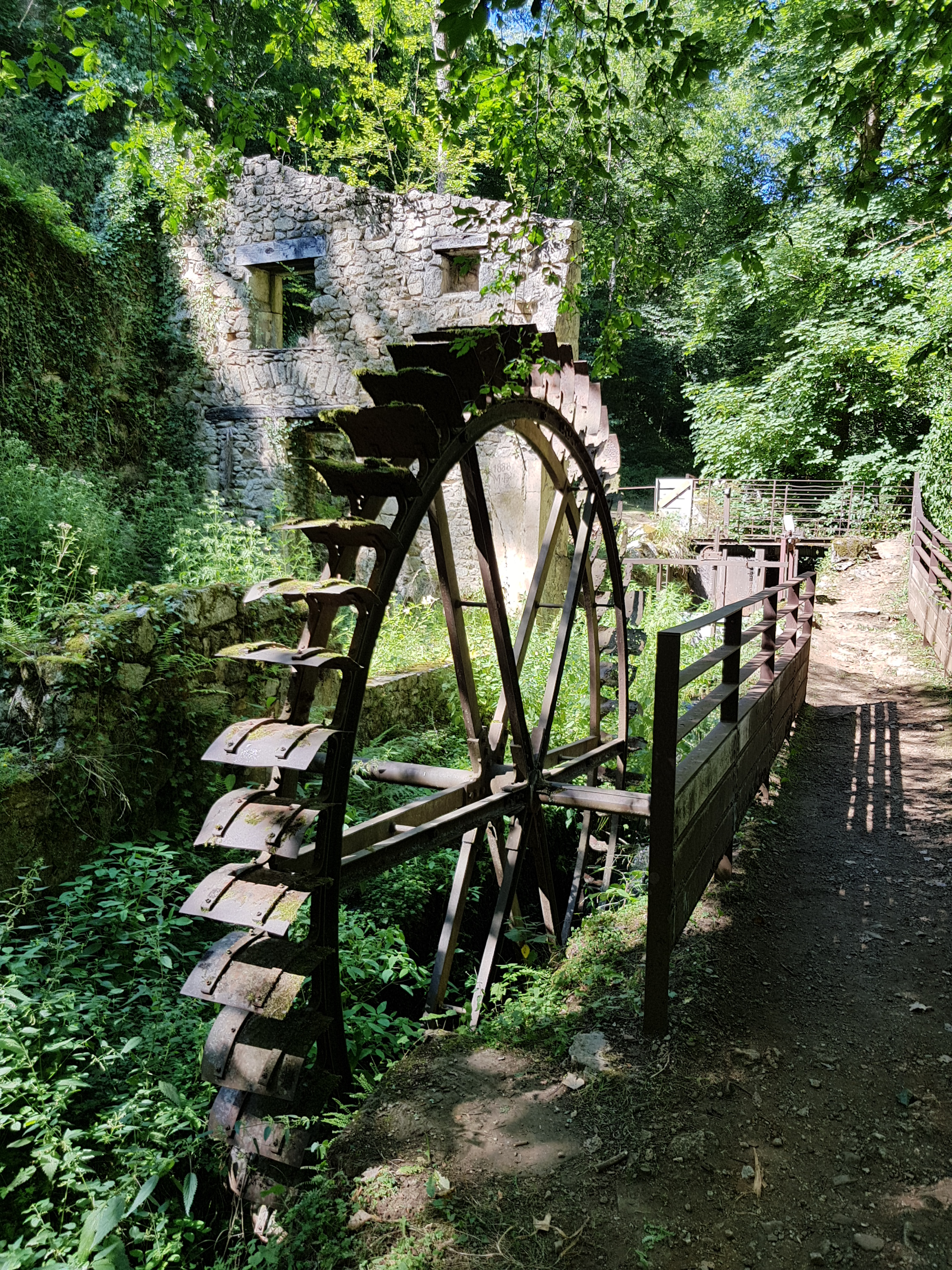
Ancien rouet avec sa roue à aubes
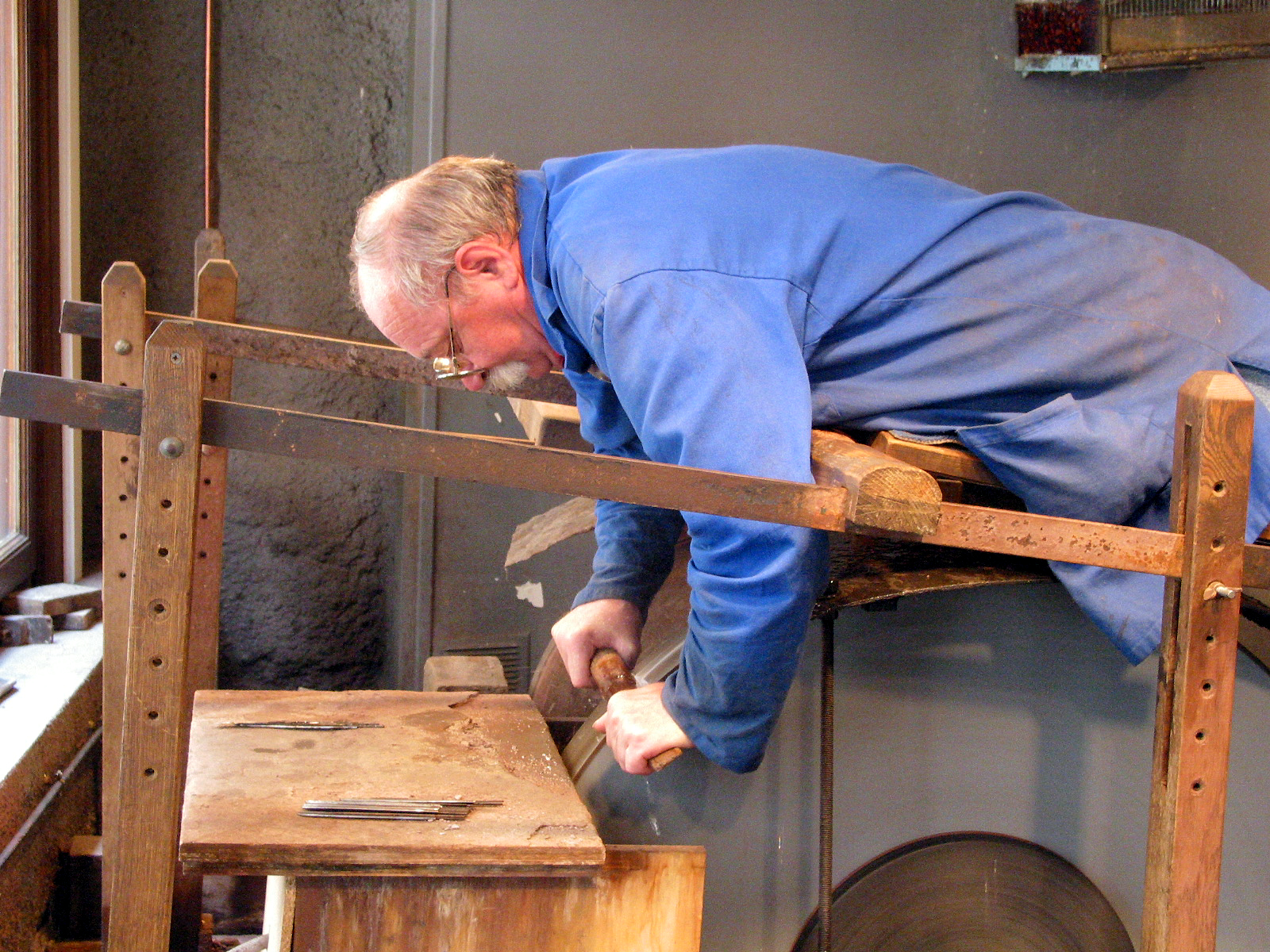
Démonstration d’un émouleur au musée de la coutellerie de Thiers.